# Radio K.A.O.S.
Radio K.A.O.S. je druhé sólové album britského baskytaristy a zpěváka Rogera Waterse, který jej nahrál se svou doprovodnou skupinou The Bleeding Heart Band. Album vyšlo v létě 1987 (viz 1987 v hudbě) a v britském žebříčku prodejnosti hudebních desek se dostalo nejvýše na 25. místo.
Radio K.A.O.S. je rocková opera o fyzicky postiženém muži z Walesu jménem Billy, který je považován i za mentálně retardovaného, ačkoliv se pouze nedokáže vyjadřovat. Jeho bratra, horníka Bennyho, zavřeli do vězení a protože se Bennyho manželka Molly nedokázala sama o Billyho postarat, poslala ho ke strýčkovi do Los Angeles. Ten díky bezdrátovému telefonu zjistil, že dokáže poslouchat rádiové vysílání přímo ve své hlavě (zde začíná album, první skladba „Radio Waves“). Dále experimentuje a povede se mu po nabourání do počítače syntetizovat řeč. Potom zavolá do rádio K.A.O.S. a s moderátorem se baví o svém osudu, o bratrovi apod. Billy překoná přístup i do vojenského satelitu a ten vysílá zmatené zprávy, že nukleární střely jsou namířené na velká světová města. Poslední skladba „The Tide Is Turning (After Live Aid)“ vypráví o tom, že každý, kdo si myslel, že zemře, si uvědomil, že strach a soutěživost šířené masmédii nejsou tak důležité jako láska k rodině a blízkým. Oficiálně je album věnované každému, kdo se cítí být v koncích pod nátlakem monetarismu.
Po druhé polovině soundtracku When the Wind Blows je Radio K.A.O.S. druhým Watersovým albem, kde s ním vystupuje i kapela pojmenovaná jako The Bleeding Heart Band, ačkoliv se její obsazení obměnilo. V roce 1987 se konalo menší turné Radio K.A.O.S. po USA a Kanadě a dvěma koncerty v Londýně.
Kromě skladeb, které vyšly na albu, bylo nahráno několik dalších písní, které rozvíjejí příběh a které vyšly jako B strany singlů. V roce 1988 vyšlo stejnojmenné videoEP.

## Seznam skladeb
Všechny skladby napsal(i) Roger Waters. 
| Strana 1 | Strana 1              | Strana 1 |
| Pořadí   | Název                 | Délka    |
| -------- | --------------------- | -------- |
| 1.       | Radio Waves           | 4:58     |
| 2.       | Who Needs Information | 5:55     |
| 3.       | Me or Him             | 5:23     |
| 4.       | The Powers That Be    | 4:36     |

| Strana 2       | Strana 2                             | Strana 2 |
| Pořadí         | Název                                | Délka    |
| -------------- | ------------------------------------ | -------- |
| 1.             | Sunset Strip                         | 4:45     |
| 2.             | Home                                 | 6:00     |
| 3.             | Four Minutes                         | 4:00     |
| 4.             | The Tide Is Turning (After Live Aid) | 5:43     |
| Celková délka: | Celková délka:                       | 41:24    |

## Obsazení
- Roger Waters – baskytara, kytara, klávesy, šakuhači (3), zpěv
- Andy Fairweather-Low, Jay Stapley – elektrická kytara
- Ian Ritchie – syntezátory, automatický bubeník, piano, klávesy
- Mel Collins – saxofon
- Graham Broad – bicí, perkuse
- John Linwood – bicí (4)
- Nick Glenny-Smith – syntezátory (4)
- Matt Irving – Hammondovy varhany (4)
- Paul Carrack – vokály (4)
- Clare Torry – vokály (6, 7)
- Suzanne Rhatigan – vokály (1, 3, 5, 8)
- Katie Kissoon, Doreen Chanter, Madeline Bell, Steve Langer, Vicky Brown – vokály (1, 2, 4)
- The Pontardoulais Male Voice Choir, vedoucí Noel Davis, aranžmá Eric Jones
- dechová sekce na „Who Needs Information“ a „The Powers That Be“, aranžmá Ian Ritchie
  - Ian Ritchie – tenorsaxofon
  - John Phirkell – trubka
  - Peter Thoms – pozoun
- dechová sekce na „Sunset Strip“, aranžmá Roger Waters
  - Mel Collins – saxofony
  - Ian Ritchie – tenorsaxofon
  - John Phirkell – trubka
  - Peter Thoms – pozoun